# 1996 في الولايات المتحدة
فيما يلي قوائم الأحداث التي وقعت خلال عام 1996 في الولايات المتحدة.

## أحداث
- 19 نوفمبر – يونايتد إكسبريس الرحلة 5925
- 7 سبتمبر – اغتيال توباك شاكور
- 11 مايو – طيران فالوجت رحلة 592
- 16 سبتمبر – كوسبي
- 17 يوليو – تي دبليو إيه الرحلة 800
- 19 يوليو – الألعاب الأولمبية الصيفية 1996
- 22 يوليو – ذا ديلي شو

## سياسة

### تعيين في المنصب
- 1 يناير – رون كلاين عضو مجلس ولاية فلوريدا.
- 1 يناير – مايك سميث عضو مجلس ولاية لويزيانا.
- 8 يناير – كاثلين بلانكو نائب حاكم لويزيانا [الإنجليزية]‏.
- 15 يوليو – مايك هاكابي حاكم أركنساس [الإنجليزية]‏.
- 7 نوفمبر – سام براون باك عضو مجلس الشيوخ الأمريكي.
- 1 ديسمبر – باربرا لي عضو مجلس ولاية كاليفورنيا.
- 15 ديسمبر – جورج تينيت مدير الاستخبارات المركزية.

### انتهاء فترة المنصب
- 1 يناير – إرنست لي فلتشر عضو مجلس نواب كنتاكي.
- 1 يناير – جو مانشين عضو مجلس ولاية فيرجينيا الغربية.
- 1 يناير – رون كلاين عضو مجلس نواب فلوريدا.
- 1 يناير – ماكس كليلاند وزير خارجية ولاية جورجيا (أمريكا).
- 3 أبريل – رون براون وزير التجارة الأمريكي.
- 11 يونيو – بوب دول عضو مجلس الشيوخ الأمريكي.
- 15 يوليو – جيم غاي تاكر حاكم أركنساس [الإنجليزية]‏.
- 15 يوليو – مايك هاكابي نائب حاكم أركنساس [الإنجليزية]‏.
- 30 نوفمبر – باربرا لي عضو جمعية ولاية كاليفورنيا.
- 15 ديسمبر – جون دويتش مدير الاستخبارات المركزية.

## ظهور
- 1 يناير – 3 دورز داون
- 1 يناير – دي12
- 1 يناير – سكيلت
- 1 يناير – لينكين بارك فرقة روك أمريكية تأسست عام 1996.
- 1 يناير – ون ريبوبليك

## أفلام
من الأفلام التي صدرت هذه السنة في الولايات المتحدة:
- 1 يناير – أسهم مكسورة من إخراج جون وو.
- 1 يناير – أفروديت القوية من إخراج وودي آلن.
- 1 يناير – الخروج بالأحمر من إخراج يوريك بوغايفيتش [الإنجليزية]‏.
- 1 يناير – الرجل الميت من إخراج جيم جارموش.
- 1 يناير – الشبح من إخراج سايمون وينسير.
- 1 يناير – الشبح والظلام من إخراج ستيفن هوبكينز (كاتب).
- 1 يناير – العزلة من إخراج بريت ليونارد.
- 1 يناير – العقل والعاطفة من إخراج أنغ لي.
- 1 يناير – العم سام من إخراج ويليام لوستيغ.
- 1 يناير – المريض الإنجليزي من إخراج أنتوني مانغيلا.
- 1 يناير – المشتبه بهم المعتادون من إخراج براين سينجر.
- 1 يناير – المطلب من إخراج جين كلود فان دام.
- 1 يناير – النيام من إخراج باري ليفنسون.
- 1 يناير – إنها هى من إخراج إدوارد بيرنز.
- 1 يناير – إيدي من إخراج Steve Rash [الإنجليزية]‏.
- 1 يناير – إيما من إخراج دوجلاس ماك جراس.
- 1 يناير – حرارة من إخراج مايكل مان.
- 1 يناير – دايلايت من إخراج روب كوهين.
- 1 يناير – رئيس فوق الماء من إخراج جيم ويلسون.
- 1 يناير – رجل السلك من إخراج بن ستيلر.
- 1 يناير – رصاصة من إخراج جوليان تمبل.
- 1 يناير – شخصي وعن قرب من إخراج جون أفنيت.
- 1 يناير – صورة سيدة من إخراج جين كامبيون.
- 1 يناير – عقول خطرة من إخراج جاريد ليتو.
- 1 يناير – عندما كنا ملوكا من إخراج ليون غاست.
- 1 يناير – في الحب والحرب من إخراج ريتشارد أتينبورو.
- 1 يناير – قرار إداري من إخراج ستيوارت بيرد.
- 1 يناير – قراصنة من إخراج Iain Softley [الإنجليزية]‏.
- 1 يناير – قلب تنين من إخراج روب كوهين.
- 1 يناير – قمر سيء من إخراج اريك ريد (مخرج).
- 1 يناير – كازينو من إخراج مارتن سكورسيزي.
- 1 يناير – كسوف كلي من إخراج آقنييسكا هولاند.
- 1 يناير – ماحي من إخراج تشاك راسيل.
- 1 يناير – موني ترين من إخراج جوزيف روبن.
- 1 يناير – هابي غيلمور من إخراج دينيس دوغان.
- 1 يناير – يومان في الوادي من إخراج جون هيرزفيلد.
- 3 أبريل – الخوف البدائي من إخراج غريغوري هوبليت [الإنجليزية]‏.
- 10 مايو – إعصار من إخراج جان دي بونت.
- 12 مايو – ذا بلو بلاك من إخراج بيتر جريناواي.
- 22 مايو – مهمة مستحيلة من إخراج براين دي بالما.
- 28 مايو – فارغو من إخراج جويل كوين.
- 7 يونيو – الصخرة من إخراج مايكل بي.
- 27 يونيو – المدرس المجنون من إخراج توم شاديك [الإنجليزية]‏.
- 12 يوليو – الشجاعة تحت النار من إخراج إدورد زويك.
- 24 يوليو – وقت للقتل من إخراج جويل شوماخر.
- 9 أغسطس – الهروب من لوس أنجلوس من إخراج جون كاربنتر.
- 18 أغسطس – مورتال كومبات من إخراج بول أندرسون.
- 28 أغسطس – مايكل كولنز من إخراج نيل جوردن.
- 19 سبتمبر – يوم الاستقلال من إخراج رولان إيميريش.
- 11 أكتوبر – قبلة الوداع من إخراج ريني هارلن.
- 1 نوفمبر – روميو + جولييت من إخراج باز لورمان.
- 7 نوفمبر – مغادرة لاس فيغاس من إخراج مايك فيغيز.
- 15 نوفمبر – سبيس جام من إخراج جو بيتكا [الإنجليزية]‏.
- 22 نوفمبر – ستار تريك: أول اتصال من إخراج جوناثان فراكس.
- 27 نوفمبر – 101 مرقش من إخراج Stephen Herek [الإنجليزية]‏.
- 6 ديسمبر – جيري ماغواير من إخراج كاميرون كرو.
- 12 ديسمبر – هجوم المريخ! من إخراج تيم برتون.
- 15 ديسمبر – جومانجي من إخراج جو جونستون.
- 18 ديسمبر – غرفة مارفن من إخراج Jerry Zaks [الإنجليزية]‏.
- 20 ديسمبر – صرخة من إخراج ويس كرافن.
- 25 ديسمبر – إيفيتا من إخراج آلان باركر.
- 27 ديسمبر – 12 قردا من إخراج تيري غيليام.
- 29 ديسمبر – الميت الذي يمشي من إخراج تيم روبنز.

## برامج ومسلسلات وأنمي
- آرثر

## موسيقى

### أغاني
من الأغاني التي صدرت هذه السنة في الولايات المتحدة:
- 1 يناير – إنهم لا يهتمون بنا من غناء مايكل جاكسون.
- 12 أبريل – أنا أنا الصديق من غناء لايل لوفيت، راندي نيومان.

## كتب
من الكتب التي صدرت هذه السنة في الولايات المتحدة:
- 1 يناير – دفتر الملاحظات من تأليف نيكولاس سباركس.
- 1 يناير – شرف صامت من تأليف دانيال ستيل.
- 1 يناير – صدام الحضارات من تأليف صامويل هنتنجتون.
- 1 يناير – نادي القتال من تأليف تشاك بولانيك.
- 1 يناير – هيئة المحلفين الهاربة من تأليف جون غريشام.
- 1 أغسطس – الميل الأخضر من تأليف ستيفن كينغ.
- 6 أغسطس – لعبة العروش من تأليف جورج ر. ر. مارتن.

## مواليد

### يناير
- 5 يناير – تايلر يوليس لاعب كرة سلة أمريكي.
- 5 يناير – مالاشي ريتشاردسون لاعب كرة سلة من الولايات المتحدة الأمريكية.
- 15 يناير – دوف كاميرون
- 22 يناير – علاء الدين يونس لاعب كرة قدم من الولايات المتحدة الأمريكية.
- 23 يناير – شاشي غونزاليس
- 31 يناير – جويل كورتني ممثل أمريكي.

### فبراير
- 6 فبراير – كنزة التازي متزحلقة جبال الألب مغربية.
- 6 فبراير – كيفن لوني لاعب كرة سلة أمريكي.
- 9 فبراير – جيمي بينيت
- 19 فبراير – ألين ألفارادو ممثل أمريكي.
- 23 فبراير – دي أنجيلو راسل لاعب كرة سلة من الولايات المتحدة الأمريكية.

### مارس
- 5 مارس – تايلور هيل عارضة من الولايات المتحدة الأمريكية.
- 6 مارس – كريستيان كوليمان عداء سرعة من الولايات المتحدة الأمريكية.
- 18 مارس – مادلين كارول ممثلة أمريكية.
- 24 مارس – مايلز تيرنر لاعب كرة سلة أمريكي.
- 26 مارس – جوستيس وينسلو لاعب كرة سلة من الولايات المتحدة الأمريكية.
- 31 مارس – لايزا كوشي

### أبريل
- 4 أبريل – أوستن ماهون
- 10 أبريل – أودري يتبي ممثلة أمريكية.
- 14 أبريل – أبيجيل برسلين ممثلة أمريكية.
- 16 أبريل – تايلور تاونسيند لاعبة كرة مضرب أمريكية.
- 16 أبريل – ليزا هيلر
- 28 أبريل – توني ريفولورو ممثل أمريكي.

### مايو
- 3 مايو – دومانتاس سابونيس لاعب كرة سلة ليتواني.
- 9 مايو – نواه سنتينيو ممثل أمريكي.
- 10 مايو – تيوس جونز لاعب كرة سلة من الولايات المتحدة الأمريكية.
- 16 مايو – لويزا تشيريكو لاعبة كرة مضرب أمريكية.
- 18 مايو – فيوليت بين ممثلة أمريكية.
- 29 مايو – ستانلي جونسون لاعب كرة سلة أمريكي.

### يونيو
- 12 يونيو – آنا كولينز
- 27 يونيو – لورين جوريجوي مغنية من الولايات المتحدة الأمريكية.

### يوليو
- 21 يوليو – جوي براغ
- 22 يوليو – سكايلر جيسوندو ممثل أمريكي.
- 23 يوليو – راشيل فوكس
- 25 يوليو – ماريا أولمبيا أميرة اليونان والدنمارك
- 30 يوليو – ياسمين سراج متزلجة فنية من الولايات المتحدة الأمريكية.

### أغسطس
- 2 أغسطس – سيمون مانويل سباحة أمريكية.
- 14 أغسطس – بريانا هيلدبراند
- 16 أغسطس – رشاد فوغن لاعب كرة سلة أمريكي.
- 23 أغسطس – دايفيد غور ممثل أمريكي.

### سبتمبر
- 1 سبتمبر – زيندايا ممثلة ومغنية أمريكية.
- 6 سبتمبر – لانا روادس
- 9 سبتمبر – ستيفن زيمرمان لاعب كرة سلة أمريكي.
- 12 سبتمبر – كولين فورد
- 13 سبتمبر – ليلي راينهارت ممثلة من الولايات المتحدة الأمريكية.
- 15 سبتمبر – جيك شيري ممثل أمريكي.
- 19 سبتمبر – بيا ميا

### أكتوبر
- 4 أكتوبر – ريان لي ممثل أمريكي.
- 9 أكتوبر – بيلا حديد عارضة من الولايات المتحدة الأمريكية.
- 23 أكتوبر – سام بيرنز محاضر تحفيزي من الولايات المتحدة الأمريكية.
- 24 أكتوبر – جيلين براون لاعب كرة سلة من الولايات المتحدة الأمريكية.
- 24 أكتوبر – كايلا روس لاعبة جمباز فني من الولايات المتحدة الأمريكية.
- 30 أكتوبر – ديفين بوكر لاعب كرة سلة أمريكي.

### نوفمبر
- 1 نوفمبر – شينانو أونواكو لاعب كرة سلة من الولايات المتحدة الأمريكية.
- 3 نوفمبر – اريا والاس مغنية أمريكية.
- 11 نوفمبر – تاي شيريدان ممثل أمريكي.
- 18 نوفمبر – نواه رينجر ممثل أمريكي.
- 22 نوفمبر – مكنزي لينتز ممثلة أمريكية.
- 22 نوفمبر – هيلي بالدوين
- 26 نوفمبر – مالك بيسلي لاعب كرة سلة من الولايات المتحدة الأمريكية.

### ديسمبر
- 2 ديسمبر – دييونتا ديفيس لاعب كرة سلة أمريكي.
- 11 ديسمبر – هيلي ستاينفيلد ممثلة أمريكية.
- 21 ديسمبر – كايتلين ديفير ممثلة أمريكية.
- 23 ديسمبر – غابرييل أندروز لاعبة كرة مضرب من الولايات المتحدة الأمريكية.
- 29 ديسمبر – ديلان مينيت ممثل أمريكي.
- 30 ديسمبر – ستيفاني دي فالي

## وفيات

### يناير
- 1 يناير – جورج وينوكور (مواليد 1925) طبيب نفسي من الولايات المتحدة الأمريكية.
- 7 يناير – هارولد نورمان مولدنكي (مواليد 1909) عالم نبات أمريكي.
- 9 يناير – مو بيكر (مواليد 1917) لاعب كرة سلة أمريكي.
- 9 يناير – والتر ميلر (مواليد 1923)
- 15 يناير – ليه باكستر (مواليد 1922)
- 19 يناير – دون سيمبسون (مواليد 1943)
- 28 يناير – جيري سيغل (مواليد 1914)

### فبراير
- 2 فبراير – جين كيلي (مواليد 1912)
- 5 فبراير – غاري زيلر (مواليد 1947) لاعب كرة سلة أمريكي.
- 13 فبراير – سكوت بيتش (مواليد 1931)
- 13 فبراير – مارتن بلسم (مواليد 1919)
- 16 فبراير – روجر بوين (مواليد 1932) ممثل أمريكي.
- 23 فبراير – جوزيف جورج بار (مواليد 1918) سياسي أمريكي.
- 27 فبراير – سارة بالفري كوك (مواليد 1912) لاعبة كرة مضرب أمريكية.

### مارس
- 4 مارس – ميني بيرل (مواليد 1912)
- 5 مارس – ويت بيسيل (مواليد 1909) ممثل أمريكي.
- 9 مارس – جورج برنز (مواليد 1896)
- 10 مارس – روس هنتر (مواليد 1920)
- 11 مارس – فينس إدواردز (مواليد 1928)
- 15 مارس – إد بيتش (مواليد 1929) لاعب كرة سلة أمريكي.
- 26 مارس – إدموند موسكي (مواليد 1914) سياسي أمريكي.
- 26 مارس – دايفيد باكارد (مواليد 1912)

### أبريل
- 3 أبريل – رون براون (مواليد 1941)
- 5 أبريل – جون هدسون (مواليد 1919) ممثل أمريكي.
- 8 أبريل – بين جونسون (مواليد 1918)
- 22 أبريل – أرما بومبك (مواليد 1927)
- 27 أبريل – وليام كولبي (مواليد 1920) جاسوس من الولايات المتحدة الأمريكية.

### مايو
- 1 مايو – ديفيد كينيدي (مواليد 1905) دبلوماسي أمريكي.
- 1 مايو – هربرت براونيل (مواليد 1904) سياسي أمريكي.
- 3 مايو – تيم غوليكسون (مواليد 1951) لاعب كرة مضرب من الولايات المتحدة.
- 9 مايو – كالفين والر (مواليد 1937)
- 14 مايو – إدوارد غرني (مواليد 1914) سياسي أميركي.
- 19 مايو – جون بيرادينو (مواليد 1917)
- 19 مايو – جيك فورد (مواليد 1946) لاعب كرة سلة من الولايات المتحدة الأمريكية.

### يونيو
- 2 يونيو – راي كومبس (مواليد 1956)
- 15 يونيو – إلا فيتزجيرالد (مواليد 1917)
- 17 يونيو – توماس كون (مواليد 1922)
- 17 يونيو – كيرت سوان (مواليد 1920)

### يوليو
- 1 يوليو – مارغو همنغواي (مواليد 1954)
- 5 يوليو – كلايد ويغان (مواليد 1915) فيزيائي أمريكي.
- 9 يوليو – ملفين بللي (مواليد 1907) محامي أمريكي.
- 12 يوليو – جون تشانسلور (مواليد 1927) صحفي أمريكي.
- 14 يوليو – كينيث بينبريدج (مواليد 1904) فيزيائي أمريكي.
- 15 يوليو – دانا هيل (مواليد 1964)
- 21 يوليو – هيرب إدلمان (مواليد 1933)
- 21 يوليو – وانا أندرس (مواليد 1938)
- 29 يوليو – تشيك ريزر (مواليد 1914)

### أغسطس
- 9 أغسطس – ديريك سميث (مواليد 1961) لاعب كرة سلة من الولايات المتحدة الأمريكية.

### سبتمبر
- 4 سبتمبر – فيكتور آرون (مواليد 1956) ممثل أمريكي.
- 7 سبتمبر – آرثر شيروود فليمنغ (مواليد 1905) سياسي من الولايات المتحدة الأمريكية.
- 9 سبتمبر – بيل مونرو (مواليد 1911) موسيقي أمريكي.
- 13 سبتمبر – توباك شاكور (مواليد 1971) مغني راب.
- 16 سبتمبر – جوان بيري (مواليد 1911) ممثلة أمريكية.
- 16 سبتمبر – جين نيلسون (مواليد 1920)
- 17 سبتمبر – سبيرو أغنيو (مواليد 1918) سياسي أمريكي.
- 22 سبتمبر – دوروثي لامور (مواليد 1914)

### أكتوبر
- 5 أكتوبر – سيمور كراي (مواليد 1925)
- 16 أكتوبر – جيسون برنارد (مواليد 1938) ممثل أمريكي.
- 23 أكتوبر – هارولد ايفرت هيوز (مواليد 1922) سياسي أمريكي.

### نوفمبر
- 2 نوفمبر – إيفا كاسيدي (مواليد 1963) مغنية أمريكية.
- 18 نوفمبر – جيمس ستيوارت هولدن (مواليد 1914)
- 19 نوفمبر – فيل هانكينسون (مواليد 1951) لاعب كرة سلة أمريكي.
- 26 نوفمبر – بول راند (مواليد 1914)
- 28 نوفمبر – دون ماكنيل (مواليد 1918) لاعب كرة مضرب من الولايات المتحدة.
- 30 نوفمبر – جون ويليامسون (مواليد 1951) لاعب كرة سلة من الولايات المتحدة الأمريكية.

### ديسمبر
- 6 ديسمبر – بيت روزيل (مواليد 1926)
- 10 ديسمبر – فارون يونغ (مواليد 1932) مغني أمريكي.
- 11 ديسمبر – نيل ريغان (مواليد 1908)
- 12 ديسمبر – لاري غيتس (مواليد 1915) ممثل أمريكي.
- 20 ديسمبر – كارل ساغان (مواليد 1934)
- 27 ديسمبر – مقتل جون بنيت رامسي (مواليد 1990)
- 30 ديسمبر – جاك نانس (مواليد 1943) ممثل أمريكي.
- 30 ديسمبر – ليو أيريس (مواليد 1908) ممثل أمريكي.
- 31 ديسمبر – ويسلي أدي (مواليد 1913) ممثل أمريكي.